# Antônio Dias Cardoso
Antônio Dias Cardoso (Porto, début du XVIIe siècle — Recife, 1670) est un militaire portugais.
Il a été l'un des principaux chefs de l'insurrection du Pernambouc en 1654, mouvement chargé d'expulser les Néerlandais du nord-est du Brésil colonial. Familier des techniques de combat des indigènes, il était surnommé le « maître des embuscades ».

## Biographie
Antônio Dias Cardoso naît à Porto, au Portugal, à une date indéterminée — probablement en 1600 — au début du XVIIe siècle. Il n'existe cependant aucun document sur la généalogie de Dias Cardoso,.
Il s'installe au Brésil colonial alors qu'il est encore jeune. Le 7 février 1624, Dias Cardoso s'enrôle comme soldat à Bahia, s'élevant à tous les grades de la hiérarchie militaire jusqu'à atteindre, en 1635, le grade d'enseigne grâce à d'importantes actions de guerre contre l'envahisseur néerlandais, de Bahia au Pernambouc, se faisant connaître par son action de guérilla, notamment par la pratique des embuscades, ce qui lui vaut le surnom de « maître des embuscades »,.
Il participe notamment à la bataille de Salvador en 1638, à l'issue de laquelle il est promu capitaine. Alors qu'on lui accorde la retrait en 1640, il est de nouveau appelé et s'engage dans la campagne contre les Néerlandais, où il est présent jusqu'à la fin du conflit, qui s'achève avec la reddition des Néerlandais en 1654. Lors de ce conflit, Cardoso se distingue lors des batailles de Monte das Tabocas et de Casa Forte (pt), en 1645, et de celles des Guararapes, en 1648, qu'il mène avec sa « petite armée » et pour lesquelles il est tenu pour « la personne la plus responsable des victoires obtenues », notamment grâce à la mise en place de plusieurs ambuscades.
L'une des épithètes les plus honorables attribuées à Antônio Dias Cardoso est celle d'« Organisateur et 1er Commandant de l'Armée Brésilienne ». Il et fait l'année suivante Chevalier de l'Ordre du Christ et Commandant du terço de João Fernandes Vieira, dont il avait été assistant à l'occasion de la première bataille des Guararapes,.
En 1656, il est nommé mestre de camp, culminant, à ce poste, une carrière militaire de 32 ans.
En 1657, Dias Cardoso devient gouverneur de Paraíba.
Antônio Dias Cardoso meurt à Recife en 1670, alors qu'il est toujours à la tête du célèbre Terço de Fernandes Vieira, consacré lors des deux batailles de Guararapes.

## Postérité

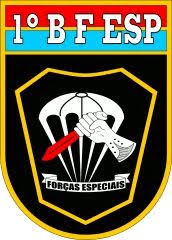
1er bataillon des forces spéciales - Bataillon Antônio Dias Cardoso.

La principale contribution militaire d'Antônio Dias Cardoso a été sa vaste connaissance et son expérience des embuscades, des tactiques de guérilla et d'autres formes de guerre irrégulière. Son importance a été marquée dans l'histoire du Brésil par le bataillon des forces spéciales de l'armée, qui porte aujourd'hui son nom.
La loi n° 12.701 du 6 août 2012, en reconnaissance de son importance dans l'histoire du pays, a décidé que le nom d'Antônio Dias Cardoso serait inscrit dans le Livre des héros de la patrie (Livro de Heróis da Pátria, également connu sous le nom de « Livre d'acier » : « Livro de Aço »), déposé au Panthéon Tancredo Neves de la Patrie et de la Liberté (pt), un cénotaphe qui rend hommage aux héros nationaux situé sur la place des Trois-Pouvoirs à Brasilia.